# Urluli (Leorema)
Urluli ist eine osttimoresische Aldeia im Suco Leorema (Verwaltungsamt Bazartete, Gemeinde Liquiçá). 2015 lebten in der Aldeia 389 Menschen.

## Geographie und Einrichtungen
Urluli liegt im Süden des Sucos Leorema. Westlich befindet sich die Aldeia Ergoa, nördlich die Aldeias Baura und Urema und östlich die Aldeia Fatunero. Im Süden grenzt Urluli an die zur Gemeinde Ermera gehörenden Verwaltungsämter Ermera mit seinem Suco Ponilala und Railaco mit seinem Suco Matata.
Auf einem Bergrücken im Norden liegt das Dorf Urluli. Hier befinden sich die Kapelle von Leorema und eine Sendeantenne der Telkomcel. Straßen führen nach Ost und West. Vom höchsten Punkt des Berges mit 1209 m fällt das Land nach Süden, innerhalb von etwa zwei Kilometern, hinab auf unter 550 m, bis zum Lauf des Gleno, eines Nebenflusses des Lóis. Am Nordhang des Berges reicht in den Nordwesten von Urluli das Dorf Ecapo hinein. Der Fluss bildet die Grenze zu Ermera.

## Politik
2023 wurde Oscar de Oliveira zum Chefe de Aldeia gewählt.